# Minor López
Mynor Ignacio López Campollo (Quetzaltenango, Guatemala, 1 de febrero de 1987) es un futbolista guatemalteco. Juega de delantero y su último equipo fue Cremas B retirándose el año 2021.

## Trayectoria

### Selección nacional
Ha participado en la Eliminatorias Uncaf Sub-20 2006 donde la selección logra el primer lugar y el siendo unas de las figuras de las eliminatorias marcando varios goles, ya clasificado al Campeonato Sub-20 de la Concacaf 2007 logran un opaco desempeño el y la Selección Sub-20 quedando fuera del mundial.
Para la siguiente incursión en la selección participa en el Preolímpico de Concacaf de 2008 con la Selección Olímpica donde le marca un histórico gol a México Olímpico que finalmente le daría el triunfo.
Ya en la adulta participó en la Copa Uncaf 2009 y en las Eliminatorias Centroamericanas 2010 siendo permanente suplente.
Tras una lesión después de casi un año sin estar en la selección adulta regresa para el proceso de las Eliminatorias Centroamericanas 2014 donde pretenden clasificar a la Copa Mundial de Fútbol de 2014 que se realizará en Brasil.

### Participaciones en Eliminatorias Sub-20
| Eliminatorias                   | Sede                 | Resultado       |
| ------------------------------- | -------------------- | --------------- |
| Eliminatorias Uncaf Sub-20 2006 | Guatemala y Honduras | 1.° Clasificado |

### Participaciones en Campeonato Sub-20 de la Concacaf
| Campeonato                            | Sede            | Resultado    |
| ------------------------------------- | --------------- | ------------ |
| Campeonato Sub-20 de la Concacaf 2007 | Panamá y México | 4° Eliminado |

### Participaciones en Preolímpico Concacaf
| Preolímpico                     | Sede           | Resultado |
| ------------------------------- | -------------- | --------- |
| Preolímpico de Concacaf de 2008 | Estados Unidos | 4° lugar  |

### Participaciones en Copa Uncaf
| Eliminatorias   | Sede     | Resultado |
| --------------- | -------- | --------- |
| Copa Uncaf 2009 | Honduras | 6° lugar  |

### Participaciones en Eliminatorias
| Eliminatorias                       | Equipo           | Resultado     |
| ----------------------------------- | ---------------- | ------------- |
| Eliminatorias Centroamericanas 2010 | Selección adulta | Tercera fase  |
| Eliminatorias Centroamericanas 2014 | Selección adulta | Tercera ronda |

### Partidos y Goles con la selección nacional
| Fecha      | Lugar               | Local                        | Resultado | Visitante                    | Competición                                | Goles  |
| ---------- | ------------------- | ---------------------------- | --------- | ---------------------------- | ------------------------------------------ | ------ |
| 02-08-2006 | Ciudad de Guatemala | Guatemala Sub-20             | 5-0       | Belice Sub-20                | Eliminatorias Uncaf Sub-20 2006 (*)        | [ 1 ]  |
| 06-08-2006 | Ciudad de Guatemala | Guatemala Sub-20             | 6-1       | El Salvador Sub-20           | Eliminatorias Uncaf Sub-20 2006 (*)        | [ 2 ]  |
| 17-01-2007 | Panamá              | Panamá Sub-20                | 1-1       | Guatemala Sub-20             | Campeonato Sub-20 de la Concacaf 2007      | -      |
| 19-01-2007 | Panamá              | Guatemala Sub-20             | 0-0       | Estados Unidos Sub-20        | Campeonato Sub-20 de la Concacaf 2007 (**) | -      |
| 21-01-2007 | Panamá              | Guatemala Sub-20             | 0-2       | Haití Sub-20                 | Campeonato Sub-20 de la Concacaf 2007 (**) | -      |
| 14-11-2007 | Ciudad de Guatemala | Guatemala Olímpica           | 3-0       | Nicaragua Olímpica           | Preolímpico de Concacaf de 2008 (***)      | -      |
| 14-03-2008 | Carson              | Guatemala Olímpica           | 2-1       | México Olímpico              | Preolímpico de Concacaf de 2008 (***)      | [ 7 ]  |
| 20-03-2008 | Nashville           | Guatemala Olímpica           | 0(5)-0(6) | Honduras Olímpica            | Preolímpico de Concacaf de 2008 (***)      | -      |
| 19-11-2008 | Commerce City       | Estados Unidos               | 2-0       | Guatemala                    | Eliminatorias Centroamericanas 2010        | -      |
| 25-01-2009 | Tegucigalpa         | Guatemala                    | 1-3       | Costa Rica                   | Copa Uncaf 2009 (****)                     | [ 10 ] |
| 27-01-2009 | Tegucigalpa         | Guatemala                    | 0-1       | Panamá                       | Copa Uncaf 2009 (****)                     | -      |
| 29-01-2009 | Tegucigalpa         | Guatemala                    | 0-2       | Nicaragua                    | Copa Uncaf 2009 (****)                     | -      |
| 11-02-2009 | Maturín             | Venezuela                    | 2-1       | Guatemala                    | Amistoso                                   | -      |
| 31-05-2010 | Polokwane           | Sudáfrica                    | 5-0       | Guatemala                    | Amistoso                                   | -      |
| 07-09-2010 | Osaka               | Japón                        | 2-1       | Guatemala                    | Amistoso                                   | -      |
| 02-11-2011 | Ciudad de Guatemala | Guatemala                    | 4-0       | San Vicente y las Granadinas | Eliminatorias Centroamericanas 2014        | -      |
| 06-11-2011 | Belmopán            | Belice                       | 1-2       | Guatemala                    | Eliminatorias Centroamericanas 2014        | [ 17 ] |
| 07-11-2011 | Kingstown           | San Vicente y las Granadinas | 0-3       | Guatemala                    | Eliminatorias Centroamericanas 2014        | -      |
| 11-10-2011 | Ciudad de Guatemala | Guatemala                    | 3-1       | Belice                       | Eliminatorias Centroamericanas 2014        | [ 19 ] |
| 11-11-2011 | Ciudad de Guatemala | Guatemala                    | 3-0       | Granada                      | Eliminatorias Centroamericanas 2014        | -      |
| 15-11-2011 | Saint George        | Granada                      | 1-4       | Guatemala                    | Eliminatorias Centroamericanas 2014        | -      |
| 22-02-2012 | Luque               | Paraguay                     | 2-1       | Guatemala                    | Amistoso                                   | -      |
| 29-02-2012 | Georgetown          | Guyana                       | 0-2       | Guatemala                    | Amistoso                                   | [ 23 ] |
| 25-04-2012 | Ciudad de Guatemala | Guatemala                    | 0-1       | Paraguay                     | Amistoso                                   | -      |
| 01-06-2012 | Ciudad de Guatemala | Guatemala                    | 1-0       | Costa Rica                   | Amistoso                                   | -      |
| 13-10-2012 | Ciudad de Guatemala | Guatemala                    | 2-1       | Jamaica                      | Eliminatorias Centroamericanas 2014        | -      |
| 16-10-2012 | Kansas City         | Estados Unidos               | 3-1       | Guatemala                    | Eliminatorias Centroamericanas 2014        | -      |
| 14-11-2012 | Luque               | Paraguay                     | 3-1       | Guatemala                    | Amistoso                                   | [ 28 ] |
| Total      | Total               | Presencias                   | 27        | Goles                        | Goles                                      | 7      |

- (*) Nadie es local en las Eliminatorias excepto los organizadores Guatemala y Honduras.
- (**) Nadie es local en el Campeonato excepto los organizadores Panamá y México.
- (***) Nadie es local en el Preolímpico excepto el organizador Estados Unidos.
- (****) Nadie es local en la Copa excepto el organizador Honduras.

### Clubes
Minor López comenzó su carrera en Xelajú MC de la Liga Nacional de Guatemala donde fue muy regular durante las temporadas 2005 hasta 2011 (juega unos partidos en el Torneo de Copa) donde deja el club con el recuerdo de haber consiguiendo dos título uno de la Liga Nacional de Guatemala y otro de Torneo de Copa donde no terminó el campeonato pero fue parte en el equipo la mayoría del certamen, además es unos de los jugadores favoritos de la hincha del Xelajú MC y se va del club para tener más continuidad de jugar y demostrar de lo que es capaz ni más ni menos en el extranjero. 
Para el 2011 es transferido a Naval, equipo del sur de Chile que compite en la Primera B de Chile. Llega con el cartel de figura para el primer semestre en el ascenso de ese país, y finalmente en el primer semestre del año, es la figura del equipo ya que se convirtió, en el goleador de su equipo en el primer semestre con 7 goles y espera que al término de la temporada ascienda con el club, ya sea en forma directa o por la Liguilla de Promoción, para el segundo semestre nuevamente hace las cosas bien y llega con el club ala Liguilla de Promoción en donde enfrentan al club Santiago Wanderers en partidos de ida y de vuelta en donde el primer partido pierden 1-0 y el partido de vuelta lo empatan 2-2 en donde anota el 1-1 del cuadro chorero que finalmente no logra ascender con el club pero logra un año con mucha regularidad en lo personal.
Para el 2012 por su buena campaña conseguida con el equipo de Talcahuano es contratado por Deportes La Serena.

## Estadísticas

### Clubes
| Xelajú MC · Guatemala |               |               |     |    |    |    |   |   |   |   |     |     |    |      |      |
| 1.ª | 2005-06       | 11            | 1   | 1  | —  | —  | — | — | — | — | 11  | 1   | 1  | 0,09 |      |
| 1.ª | 2006-07       | 1             | 0   | 0  | —  | —  | — | — | — | — | 1   | 0   | 0  | 0,00 |      |
| 1.ª | 2007-08       | 16            | 2   | 3  | —  | —  | — | — | — | — | 16  | 2   | 3  | 0,13 |      |
| 1.ª | 2008-09       | 37            | 7   | 8  | 4  | 1  | 1 | — | — | — | 41  | 8   | 9  | 0,20 |      |
| 1.ª | 2009-10       | 27            | 6   | 5  | —  | —  | — | — | — | — | 27  | 6   | 5  | 0,22 |      |
| 1.ª | 2010-11       | 12            | 2   | 2  | 1  | 1  | 0 | 2 | 0 | 0 | 15  | 3   | 2  | 0,20 |      |
| Total club | Total club    | 104           | 18  | 19 | 5  | 2  | 1 | 2 | 0 | 0 | 111 | 20  | 20 | 0,18 |      |
| Naval · Chile |               |               |     |    |    |    |   |   |   |   |     |     |    |      |      |
| 2.ª | 2011          | 30            | 12  | 3  | 4  | 1  | 0 | — | — | — | 34  | 13  | 3  | 0,38 |      |
| Total club | Total club    | 30            | 12  | 3  | 4  | 1  | 0 | 0 | 0 | 0 | 34  | 13  | 3  | 0,38 |      |
| Deportes La Serena · Chile |               |               |     |    |    |    |   |   |   |   |     |     |    |      |      |
| 1.ª | 2012          | 19            | 4   | 2  | 2  | 0  | 0 | — | — | — | 21  | 4   | 2  | 0,19 |      |
| Total club | Total club    | 19            | 4   | 2  | 2  | 0  | 0 | 0 | 0 | 0 | 21  | 4   | 2  | 0,19 |      |
| Deportivo Marquense · Guatemala |               |               |     |    |    |    |   |   |   |   |     |     |    |      |      |
| 1.ª | 2013          | 20            | 8   | 4  | —  | —  | — | — | — | — | 20  | 8   | 4  | 0,40 |      |
| 1.ª | 2018          | 15            | 2   | 1  | —  | —  | — | — | — | — | 15  | 2   | 1  | 0,13 |      |
| Total club | Total club    | 35            | 10  | 5  | 0  | 0  | 0 | 0 | 0 | 0 | 35  | 10  | 5  | 0,29 |      |
| Comunicaciones · Guatemala |               |               |     |    |    |    |   |   |   |   |     |     |    |      |      |
| 1.ª | 2013-14       | 40            | 10  | 4  | —  | —  | — | 4 | 1 | 0 | 44  | 11  | 4  | 0,25 |      |
| 1.ª | 2014          | 1             | 0   | 0  | —  | —  | — | — | — | — | 1   | 0   | 0  | 0,00 |      |
| Total club | Total club    | 41            | 10  | 4  | 0  | 0  | 0 | 4 | 1 | 0 | 45  | 11  | 4  | 0,24 |      |
| Atlético CP Portugal |               |               |     |    |    |    |   |   |   |   |     |     |    |      |      |
| 2.ª | 2014-15       | 25            | 6   | 0  | 2  | 0  | 0 | — | — | — | 27  | 6   | 0  | 0,22 |      |
| 2.ª | 2015-16       | 35            | 4   | 3  | 2  | 1  | 0 | — | — | — | 37  | 5   | 3  | 0,14 |      |
| Total club | Total club    | 60            | 10  | 3  | 4  | 1  | 0 | 0 | 0 | 0 | 64  | 11  | 3  | 0,17 |      |
| Atlético Venezuela · Venezuela |               |               |     |    |    |    |   |   |   |   |     |     |    |      |      |
| 1.ª | 2016          | 8             | 2   | 0  | 1  | 0  | 0 | — | — | — | 9   | 2   | 0  | 0,22 |      |
| Total club | Total club    | 8             | 2   | 0  | 1  | 0  | 0 | 0 | 0 | 0 | 9   | 2   | 0  | 0,22 |      |
| Ñublense · Chile |               |               |     |    |    |    |   |   |   |   |     |     |    |      |      |
| 2.ª | 2017          | 10            | 2   | 0  | —  | —  | — | — | — | — | 10  | 2   | 0  | 0,20 |      |
| Total club | Total club    | 10            | 2   | 0  | 0  | 0  | 0 | 0 | 0 | 0 | 10  | 2   | 0  | 0,20 |      |
| Deportivo Mixco · Guatemala |               |               |     |    |    |    |   |   |   |   |     |     |    |      |      |
| 2.ª | 2018-19       | 43            | 13  | 10 | 5  | 1  | 0 | — | — | — | 48  | 14  | 10 | 0,29 |      |
| 1.ª | 2019-20       | 18            | 5   | 1  | —  | —  | — | — | — | — | 18  | 5   | 1  | 0,28 |      |
| 2.ª | 2020-21       | 16            | 2   | 3  | —  | —  | — | — | — | — | 16  | 2   | 3  | 0,13 |      |
| Total club | Total club    | 77            | 20  | 14 | 5  | 1  | 0 | 0 | 0 | 0 | 82  | 21  | 14 | 0,26 |      |
| Total carrera | Total carrera | Total carrera | 384 | 88 | 50 | 21 | 5 | 1 | 6 | 1 | 0   | 401 | 94 | 51   | 0,23 |
| (1) Incluye datos de la Liguilla de Promoción (2011); Copa Chile (2011-12); Copa de la Liga de Portugal / Copa de Portugal (2014-15); Copa Venezuela (2016); Copa de Guatemala (2009-18). (2) Incluye datos de la Concacaf Liga Campeones (2010-13). (3) No incluye goles en partidos amistosos. |               |               |     |    |    |    |   |   |   |   |     |     |    |      |      |

### Selecciones
| Selección | Temporada     | Amistosos | Amistosos | Amistosos | Centroamérica(1) | Centroamérica(1) | Centroamérica(1) | Mundial | Mundial | Mundial | Total | Total | Total  | Media goleadora |
| Selección | Temporada     | Part.     | Goles     | Asist.    | Part.            | Goles            | Asist.           | Part.   | Goles   | Asist.  | Part. | Goles | Asist. | Media goleadora |
| --- | ------------- | --------- | --------- | --------- | ---------------- | ---------------- | ---------------- | ------- | ------- | ------- | ----- | ----- | ------ | --------------- |
| Sub-20 · Guatemala | 2006          | —         | —         | —         | 2                | 2                | 3                | —       | —       | —       | 2     | 2     | 3      | 1,00            |
| Sub-20 · Guatemala | 2007          | —         | —         | —         | 3                | 0                | 0                | —       | —       | —       | 3     | 0     | 0      | 0,00            |
| Sub-20 · Guatemala | Total         | 0         | 0         | 0         | 5                | 2                | 3                | 0       | 0       | 0       | 5     | 2     | 3      | 0,40            |
| Olímpica · Guatemala | 2007          | —         | —         | —         | 1                | 0                | 0                | —       | —       | —       | 1     | 0     | 0      | 0,00            |
| Olímpica · Guatemala | 2008          | —         | —         | —         | 2                | 1                | 0                | —       | —       | —       | 2     | 1     | 0      | 0,50            |
| Olímpica · Guatemala | Total         | 0         | 0         | 0         | 3                | 1                | 0                | 0       | 0       | 0       | 3     | 1     | 0      | 0,33            |
| Adulta · Guatemala | 2008          | —         | —         | —         | 1                | 0                | 0                | —       | —       | —       | 1     | 0     | 0      | 0,00            |
| Adulta · Guatemala | 2009          | 1         | 0         | 0         | 3                | 1                | 0                | —       | —       | —       | 4     | 1     | 0      | 0,25            |
| Adulta · Guatemala | 2010          | 2         | 0         | 0         | —                | —                | —                | —       | —       | —       | 2     | 0     | 0      | 0,00            |
| Adulta · Guatemala | 2011          | —         | —         | —         | 6                | 2                | 3                | —       | —       | —       | 6     | 2     | 3      | 0,33            |
| Adulta · Guatemala | 2012          | 5         | 2         | 0         | 2                | 0                | 0                | —       | —       | —       | 7     | 2     | 0      | 0,29            |
| Adulta · Guatemala | 2013          | 6         | 0         | 0         | 4                | 1                | 0                | —       | —       | —       | 10    | 1     | 0      | 0,10            |
| Adulta · Guatemala | 2014          | 1         | 0         | 0         | —                | —                | —                | —       | —       | —       | 1     | 0     | 0      | 0,00            |
| Adulta · Guatemala | 2015          | 3         | 0         | 0         | 9                | 1                | 1                | —       | —       | —       | 12    | 1     | 1      | 0,08            |
| Adulta · Guatemala | Total         | 18        | 2         | 0         | 25               | 5                | 4                | 0       | 0       | 0       | 43    | 7     | 4      | 0,16            |
| Total carrera | Total carrera | 18        | 2         | 0         | 33               | 8                | 7                | 0       | 0       | 0       | 51    | 10    | 7      | 0,20            |
| (1) Incluye datos del Centroamericano Sub-20 (2006-07); Preolímpico Sub-23 (2007-08); Clasificatorias Centroamericanas / Copa Centroamericana / Copa Oro de la Concacaf (2008-15). |               |           |           |           |                  |                  |                  |         |         |         |       |       |        |                 |

### Resumen estadístico
| Competición           | Partidos | Goles | Promedio | Asistencias | Promedio | Goles y asistencias | Promedio |
| --------------------- | -------- | ----- | -------- | ----------- | -------- | ------------------- | -------- |
| Primera División      | 225      | 49    | 0,22     | 31          | 0,14     | 80                  | 0,36     |
| Segunda División      | 159      | 39    | 0,25     | 19          | 0,12     | 58                  | 0,37     |
| Copas nacionales      | 21       | 5     | 0,24     | 1           | 0,05     | 6                   | 0,29     |
| Copas internacionales | 6        | 1     | 0,17     | 0           | 0,00     | 1                   | 0,17     |
| Selección adulta      | 43       | 7     | 0,16     | 4           | 0,09     | 11                  | 0,26     |
| Selección olímpica    | 3        | 1     | 0,33     | 0           | 0,00     | 1                   | 0,33     |
| Selección Sub-20      | 5        | 2     | 0,40     | 3           | 0,60     | 5                   | 1,00     |
| Total                 | 462      | 104   | 0,23     | 58          | 0,13     | 162                 | 0,35     |

### Hat-tricks
| 1 | 28 de marzo de 2013 | Marquesa de la Ensenada, San Marcos | Deportivo Marquense - Heredia Jaguares |  | 3 - 4 | Clausura 2013 |

## Palmarés

### Campeonatos nacionales
| Título                        | Club            | País      | Año     |
| ----------------------------- | --------------- | --------- | ------- |
| Liga Nacional de Guatemala    | Xelajú MC       | Guatemala | 2007-C  |
| Copa de Guatemala             | Xelajú MC       | Guatemala | 2010-11 |
| Liga Nacional de Guatemala    | Comunicaciones  | Guatemala | 2013-A  |
| Liga Nacional de Guatemala    | Comunicaciones  | Guatemala | 2014-C  |
| Primera División de Guatemala | Deportivo Mixco | Guatemala | 2019-C  |

### Copas internacionales
| Título                     | Club             | País                 | Año  |
| -------------------------- | ---------------- | -------------------- | ---- |
| Eliminatorias Uncaf Sub-20 | Selección Sub-20 | Guatemala y Honduras | 2006 |